# Tsukasa Hosaka
Tsukasa Hosaka (jap. 保坂 司, Hosaka Tsukasa; * 3. März 1937 in der Präfektur Yamanashi; † 21. Januar 2018) war ein japanischer Fußballspieler.

## Werdegang
1960 debütierte Hosaka für die japanische Fußballnationalmannschaft. Hosaka bestritt 19 Länderspiele. Mit der japanischen Nationalmannschaft qualifizierte er sich für die Olympischen Spiele 1964.
Hosaka starb im März 2018 im Alter von 80 Jahren.

## Titel
- Kaiserpokal: 1960, 1961, 1964